# فلاتباك
فلات باك (بالإنجليزية: Flatpak)‏ هي أداة نشر برمجيّات، وإدارة حزم، وتشغيل برمجيّات على بيئات سطح مكتب لينكس تشغل التطبيقات داخل ملعب. حيث أنها توفّر بيئة آمنة تُمكّن المستخدمين من تشغيل تطبيقاتهم بمكانٍ معزولٍ عن النظام.

## تاريخ
اُقتُرحت فكرة استخدام حاويات التطبيقات في جنوم لأول مرّة في عام 2013 من قِبل لينارت بوترينغ، الذي نشر مقالًا حول هذا الموضوع في عام 2014. طوِّرت كجزء من مشروع فري دسكتوب.أورج (المعروف سابقًا باسم جماعة سطح المكتب إكس أو XDG)، كان يسمى في الأصل xdg-app.
اعتبارًا من فبراير 2017 بعض التطبيقات الشائعة أصبحت متاحة في فلات باك منها بلندر، وليبر أوفيس، وPitivi، وتطبيقات كيدي، Linphone وبعض حزم فلات باك غير رسمية مثل إصدارات مطوّرة موزيلا فيرفُكس (الدعم الرسمي لم يكن مخططًا له، في حين سناب كان مدعومًا)، وسكايب وسبوتيفاي.

## ميزات
التطبيقات التي تستخدم فلات باك تحتاج إلى أذونات من المستخدم للوصول إلى موارد النظام مثل: البلوتوث, والصوت (باستخدام بلس أوديو), والشبكة، والملفات. يجهز هذه الأذونات موزع التطبيق, ويمكن للمستخدمين تغييرها على أنظمتهم.
السماح لمطوري التطبيقات بتقديم التحديثات مباشرة إلى المستخدمين دون الحاجة لتدخل مطوري التوزيعة, ودون الحاجة إلى اعداد وتجربة التطبيق بشكل منفصل لكل توزيعة.

## الدعم
نظرياً يمكن لتطبيقات فلات باك العمل على أية توزيعة, ما دامت حزمتا أو إس تري وبابل راب متوفرتين.
يمكن أيضاً استخدامه على الأنظمة المبنية على نواة لينكس مثل كروم أو إس.